# Giovani
Giovani Henrique Amorim da Silva, né le 1er janvier 2004 à Itaquaquecetuba, plus simplement appelé Giovani, est un footballeur brésilien qui évolue au poste d'attaquant à Al-Sadd SC.

## Biographie

### Carrière en club
Né à Itaquaquecetuba, dans l'État de São Paulo, Giovani intègre le centre de formation de Palmeiras à l'âge de dix ans,. En septembre 2020, à seulement 16 ans, il est inclus dans la liste des 50 joueurs qui participent à la Copa Libertadores 2020,.
Giovani fait ses débuts en équipe première le 3 mars 2021, remplaçant Gustavo Scarpa dans les derniers instants d'un match nul 2-2 en Campeonato Paulista, contre les Corinthians. Le 1er juin suivant, il signe un nouveau contrat avec le club de São Paulo allant jusqu'en 2024, avec une clause libératoire de 80 millions d'euros,. Cette année le jeune footballeur fait également ses débuts en Copa Libertadores, prenant ainsi part au sacre des siens dans le championnat continental,.
Il joue son premier match de Série A le 30 novembre 2021, titulaire et buteur lors de la victoire 3-1 à l'extérieur contre Cuiabá.
La saison suivante, Giovani part comme titulaire en puissance dans l'effectif d'Abel Ferreira, impressionnant notamment lors de la campagne victorieuse en Championnat de São Paulo,,. Mais victime d'une blessure de la cheville à la mi-mai, il doit passer par une opération et est éloigné des terrains pendant plusieurs mois,,.

### Carrière en sélection
Giovani est appelé avec les moins de 17 ans brésiliens dès 2020, il connait plusieurs sélections avec l'équipe de jeunes, dans un contexte où le covid empêche la tenue de la plupart des compétitions juniors,.
En 2022, il connait également l'équipe des moins de 20 ans du Brésil, avec le sélectionneur André Jardine (en) puis Ramon Menezes en mars,,,, et aout 2022.

## Style de jeu
Attaquant gaucher polyvalent, Giovani est capable de jouer à la plupart des postes avancés, s'illustrant surtout en inversion sur le côté droit de l'attaque à ses débuts au Brésil. Il y fait montre de sa vitesse et ses qualités techniques — particulièrement à l'aise dans les dribles — , auxquelles il combine de bonne capacités de finition et face au but,.
Comparé à Gabriel Jesus, dont il partage le poste et le club de ses débuts, son profil de joueur évoque surtout celui d'un autre international brésilien, Dudu.

## Statistiques
| Saison                | Club                  | Championnat           | Championnat | Championnat | Championnat | Coupe(s) nationale(s) | Coupe(s) nationale(s) | Coupe(s) nationale(s) | Supercoupe | Supercoupe | Supercoupe | Compétition(s) continentale(s) | Compétition(s) continentale(s) | Compétition(s) continentale(s) | Compétition(s) continentale(s) | Ligue régionale | Ligue régionale | Ligue régionale | Total | Total | Total |
| Saison                | Club                  | Division              | M.          | B.          | P.d.        | M.                    | B.                    | P.d.                  | M.         | B.         | P.d.       | Comp.                          | M.                             | B.                             | P.d.                           | M.              | B.              | P.d.            | M.    | B.    | P.d.  |
| 2021                  | Palmeiras             | Série A               | 3           | 1           | 0           | -                     | -                     | -                     | -          | -          | -          | CL                             | 1                              | 0                              | 0                              | 10              | 0               | 1               | 14    | 1     | 1     |
| 2022                  | Palmeiras             | Série A               | 2           | 0           | 0           | -                     | -                     | -                     | -          | -          | -          | CL                             | 1                              | 0                              | 0                              | 3               | 0               | 0               | 6     | 0     | 0     |
| 2023                  | Palmeiras             | Série A               | 2           | 0           | 0           | 2                     | 0                     | 1                     | -          | -          | -          | CL                             | -                              | -                              | -                              | 11              | 1               | 2               | 15    | 1     | 3     |
| Total sur la carrière | Total sur la carrière | Total sur la carrière | 7           | 1           | 0           | 2                     | 0                     | 1                     | -          | -          | -          | -                              | 2                              | 0                              | 0                              | 24              | 1               | 3               | 35    | 2     | 4     |

## Palmarès
| SE Palmeiras - Copa Libertadores (1) - Vainqueur en 2021 - Campeonato Paulista (1) - Champion en 2022 (pt) - Campeonato Brasileiro (1) - Champion en 2022 |